# Liste der Baudenkmäler in Augsburg-Lechhausen
In der Liste der Baudenkmäler in Lechhausen sind die Baudenkmäler  im
Planungsraum Lechhausen
(VI)
aufgelistet. Zu diesen Baudenkmälern gibt es auch eine Bildersammlung.
Diese Liste ist eine Teilliste der Liste der Baudenkmäler in Augsburg. Grundlage der Liste ist die Bayerische Denkmalliste, die auf Basis des bayerischen Denkmalschutzgesetzes vom 1. Oktober 1973 erstmals erstellt wurde und seither durch das Bayerische Landesamt für Denkmalpflege geführt und aktualisiert wird. Die folgenden Angaben ersetzen nicht die rechtsverbindliche Auskunft der Denkmalschutzbehörde.

## Baudenkmäler nach Stadtbezirken

### Lechhausen-Ost
| Lage                                                        | Objekt                                                     | Beschreibung | Akten-Nr.               | Bild                       |
| ----------------------------------------------------------- | ---------------------------------------------------------- | --- | ----------------------- | -------------------------- |
| Blücherstraße 11 (Standort)                                 | Ehemalige Mädchenschule, später Rathaus, seit 1913 Polizei | Zweigeschossiger Traufseitbau über kreuzförmigem Grundriss mit Satteldach und mittelachsigem hohem Querhaus, in neugotischen Formen, 1855, Umbau von Franz Kirchmair um 1880 | D-7-61-000-182 Wikidata | weitere Bilder             |
| Blücherstraße 13 (Standort)                                 | Katholische Pfarrkirche St. Pankratius                     | Dreischiffige Pfeilerbasilika mit eingezogenem Chor und nördlichem Turm mit Zwiebelhaube, in romanisierenden Formen, von Karl Friedrich Andreas Klumpp dem Jüngeren, 1867, Turm von Albert Kirchmayer 1929 neu gebaut, nach schwerer Zerstörung 1945 Wiederaufbau, mit Ausstattung | D-7-61-000-183 Wikidata | weitere Bilder             |
| Brunnenstraße 1, Pankratiusstraße 6 (Standort)              | Ehemaliges altes Schulhaus                                 | Zweigeschossiger giebelständiger Satteldachbau mit Mittelrisalit und -giebel, um Mitte 19. Jahrhundert | D-7-61-000-190 Wikidata | Ehemaliges altes Schulhaus |
| Brunnenstraße 4 (Standort)                                  | Wohnhaus                                                   | Zweigeschossiger giebelständiger Satteldachbau mit profiliertem Ortgang und segmentbogigem Aufsatz am First, Äußeres in renaissancenahen Formen, spätes 19. Jahrhundert | D-7-61-000-191 Wikidata | Wohnhaus                   |
| Derchinger Straße 34 (Standort)                             | Wohn- und Geschäftshaus                                    | Viergeschossiges Eckhaus mit Satteldach, turmartigem Eckerker und Zwerchhäusern mit Volutengiebeln, neubarock, um 1900 | D-7-61-000-210 Wikidata | Wohn- und Geschäftshaus    |
| Friesenstraße 2 (Standort)                                  | Wohn- und Geschäftshaus                                    | historisierender Eckbau mit Satteldach, Zwerchhäusern und Eckerkerturm, östlicher Teil, spätes 19. Jh., 1901 um die westliche Hälfte erweitert | D-7-61-000-1930         | Wohn- und Geschäftshaus    |
| Kurt-Schumacher-Straße 57, Stätzlinger Straße 25 (Standort) | Alter Ostfriedhof                                          | Im Kern ehemaliger Friedhof Lechhausen, unregelmäßige Erweiterungen nach Norden und Osten, mit Grabdenkmälern des 19. und 20. Jahrhunderts Friedhofsmauer, teilweise erhalten, wohl 19. Jahrhundert                                                                                | D-7-61-000-981 Wikidata | Alter Ostfriedhof          |

### Lechhausen-Süd
| Lage                               | Objekt                                         | Beschreibung | Akten-Nr.                | Bild                                           |
| ---------------------------------- | ---------------------------------------------- | --- | ------------------------ | ---------------------------------------------- |
| Blücherstraße 26, 26 a (Standort)  | Evangelisch-lutherische Pfarrkirche St. Markus | Barockisierender Saalbau mit Schweifgiebelfront, nach Art der Augsburger Predigtkirchen, von Peter Müller und Karl Brendel, 1897/98, mit Ausstattung Pfarrhaus, zweigeschossiger giebelständiger Satteldachbau mit Schweifgiebel und Blendarkaden im Erdgeschoss, in der Stilart der Kirche, 1922 Gartenmauer und Tor, wohl gleichzeitig | D-7-61-000-184 Wikidata  | Evangelisch-lutherische Pfarrkirche St. Markus |
| Blücherstraße 86 (Standort)        | Wohnhaus                                       | Zweigeschossiger, villenartiger, asymmetrisch gegliederter Satteldachbau mit Zwerchgiebeln, Schweifgiebel und Putzdekor, bezeichnet „1902“. | D-7-61-000-185 Wikidata  | Wohnhaus                                       |
| Kulturstraße 18 (Standort)         | Villa                                          | Zweigeschossiger Walmdachbau mit zwei polygonalen Eckerkern und figürlichem Stuckdekor, reduziert-historisierend, bezeichnet „1925“. Zustand Herbst 2022: Die Renovierung des Gebäudes steht kurz vor dem Abschluss. | D-7-61-000-600 Wikidata  | Villa                                          |
| Neuburger Straße 36 (Standort)     | Postamtsgebäude                                | Dreigeschossiger Bau mit hohem Walmdach und rundbogigen Fenstern im Erdgeschoss, nach Entwurf von Georg Werner, 1928 | D-7-61-000-740 Wikidata  | Postamtsgebäude                                |
| Schackstraße 36 (Standort)         | Schillerstatue                                 | Kalkstein, von Theodor Friedl, 1877–1878 Nischenfigur aus dem Portikus des Stadttheaters | D-7-61-000-868 Wikidata  | Schillerstatue                                 |
| Schleiermacherstraße 7 (Standort)  | Goethe-Statue                                  | Kalkstein, von Theodor Friedl, 1877/78 Nischenfigur aus dem Portikus des Stadttheaters, jetzt am Tor zur Goethe-Schule aufgestellt | D-7-61-000-1195 Wikidata | Goethe-Statue                                  |
| Schleiermacherstraße 45 (Standort) | Ehemaliges Arbeiterwohnhaus                    | Erdgeschossiger, giebelständiger Satteldachbau, zweite Hälfte 19. Jahrhundert | D-7-61-000-892 Wikidata  | Ehemaliges Arbeiterwohnhaus                    |

### Lechhausen-West
| Lage | Objekt | Beschreibung | Akten-Nr.                | Bild |
| --- | --- | --- | ------------------------ | --- |
| Elisabethstraße 56 (Standort) | Katholische Pfarrkirche St. Elisabeth                                                                      | Saalbau mit eingezogenem Chor und nördlichem Fassadenturm mit Zeltdach, Blankziegelbau in traditionsgebundenen Formen, von Michael Kurz, 1951–1952, mit Ausstattung Pfarrhaus, zweigeschossiger, an die Kirche angebauter Walmdachbau, von Michael Kurz, 1951–1953                                                                                  | D-7-61-000-1223 Wikidata | weitere Bilder                                                                                             |
| Leipziger Straße 30–38 (gerade Nummern), Lützowstraße 47–55 (ungerade Nummern) (Standort)                                                                      | Wohnanlage der ehemaligen Baumwollspinnerei am Stadtbach (später Dierig GmbH)                              | Zwei parallel angelegte zwei- bzw. dreigeschossige Trakte mit Walmdächern, der östliche mit Flacherkern, die Mitte des westlichen von einem mächtigen sechsgeschossigen Wohnturm mit giebelartigen Kulissenmauern bekrönt, südlicher Abschluss durch zweigeschossigen Walmdachbau, von Thomas Wechs, 1927                                           | D-7-61-000-627 Wikidata  | weitere Bilder                                                                                             |
| Lützowstraße 52–66 (gerade Nummern), Lützowstraße 66a–c, Schillstraße 47, Schillstraße 47a, Schillstraße 49–55 (ungerade Nummern), Schillstraße 55a (Standort) | Genossenschaftswohnsiedlung Birkenau                                                                       | Geschlossene Mehrflügelanlage mit Walmdächern um Innenhof, begonnen 1908 mit der zweigeschossigen Häuserzeile an der Lützowstraße, 1922–1927 durch dreigeschossige Baublocks nach Osten und 1937 nach Norden erweitert Hausgärten; Einfriedung, gleichzeitig                                                                                        | D-7-61-000-889 Wikidata  | Genossenschaftswohnsiedlung Birkenau                                                                       |
| Schillstraße 80 (Standort) | Birkenhof (quadratische Wohnanlage)                                                                        | Viergeschossige quadratische Wohnanlage mit zum Innenhof geneigten Pultdächern, Durchgänge in den Mittelachsen des Ost- und Westflügels durch Flacherker und Erhöhung auf fünf Geschosse akzentuiert, an den Ecken zwei Ladeneinbauten, nach Entwurf von Otto Holzer, bezeichnet „1928“                                                             | D-7-61-000-890 Wikidata  | Birkenhof (quadratische Wohnanlage)                                                                        |
| Schillstraße 98 (Standort) | Kapelle des Albertus-Magnus-Studentenwohnheims der ehemaligen Pädagogischen Hochschule                     | eingeschossiger Massivbau mit Oberlichtband und Flachdach, auf befenstertem Kellersockel, von Wilhelm Hauenstein, Ausgestaltung von Reinhold Grübl, 1959–61; mit Ausstattung | D-7-61-000-1971          | Kapelle des Albertus-Magnus-Studentenwohnheims der ehemaligen Pädagogischen Hochschule                     |
| Schillstraße 100 (Standort) | Ehemalige Pädagogische Hochschule, jetzt Teilbereich der Philosophischen Fakultät der Universität Augsburg | Gruppe mehrerer, rechtwinklig zueinander stehender, zwei- bzw. dreigeschossiger, quaderförmiger Flachdachbauten mit breit befensterten Sichtziegelfassaden, Seminargebäude mit angehängtem Hörsaaltrakt – Turnhallenbau – Atriumgebäude mit Konzertsaal, von Wilhelm Hauenstein, Sigismund Herdegen und Anton Recknagel, 1958–1962, mit Ausstattung | D-7-61-000-1249 Wikidata | Ehemalige Pädagogische Hochschule, jetzt Teilbereich der Philosophischen Fakultät der Universität Augsburg |
| Soldnerstraße 38 (Standort) | Evangelisch-lutherische Pfarrkirche St. Petrus                                                             | Chorturmkirche, Saalbau mit eingezogenem Chor und westlichem Turm, Blankziegelbau mit Betonskelettkonstruktion, von Wilhelm Wichtendahl, 1961–1964, mit Ausstattung | D-7-61-000-1460 Wikidata | weitere Bilder                                                                                             |

## Ehemalige Baudenkmäler
In diesem Abschnitt sind Objekte aufgeführt, die früher einmal in der Denkmalliste eingetragen waren, jetzt aber nicht mehr. Objekte, die in anderem Zusammenhang also z. B. als Teil eines Baudenkmals weiter eingetragen sind, sollen hier nicht aufgeführt werden. Aktennummern in diesem Abschnitt sind ehemalige, jetzt nicht mehr gültige Aktennummern.

| Lage                               | Objekt                      | Beschreibung                                                                          | Akten-Nr.               | Bild                        |
| ---------------------------------- | --------------------------- | ------------------------------------------------------------------------------------- | ----------------------- | --------------------------- |
| Königsberger Straße 37 (Standort)  | Wohnhaus                    | Erdgeschossiger Satteldachbau mit kleinem Vorbau, frühes 19. Jahrhundert              | D-7-61-000-571          | Wohnhaus                    |
| Neißestraße 8 (Standort)           | Ehemaliges Arbeiterwohnhaus | Doppel-Wohnhaus, erdgeschossiger Satteldachbau, zweite Hälfte 19. Jahrhundert         | D-7-61-000-739 Wikidata | Ehemaliges Arbeiterwohnhaus |
| Schleiermacherstraße 47 (Standort) | Ehemaliges Arbeiterwohnhaus | Erdgeschossiger giebelständiger Mansarddachbau, Anfang 19. Jahrhundert Mit Hausgarten | D-7-61-000-893 Wikidata | Ehemaliges Arbeiterwohnhaus |